# 徳田村 (岩手県)
徳田村（とくたむら）は、昭和30年（1955年）まで岩手県紫波郡にあった村。現在の矢巾町東徳田・西徳田・間野々・北郡山・高田・土橋・藤沢・高水寺および医大通にあたる。

## 地理
- 河川：北上川

## 沿革
- 明治22年（1889年）4月1日 - 町村制施行にともない、東徳田村・西徳田村・間野々村・北郡山村・高田村・土橋村・藤沢村および高水寺村の一部が合併して徳田村が発足。
- 昭和30年（1955年）3月1日 - 煙山村・不動村と合併し、矢巾村となる。

## 行政

### 歴代村長
| 代 | 氏名       | 就任                      | 退任                       | 備考 |
| -- | ---------- | ------------------------- | -------------------------- | ---- |
| 1  | 佐藤八代助 | 明治22年（1889年）5月6日  | 明治23年（1890年）3月4日   |      |
| 2  | 昆善助     | 明治23年（1890年）3月15日 | 明治29年（1896年）1月4日   |      |
| 3  | 宮政治郎   | 明治29年（1896年）5月1日  | 明治30年（1897年）9月15日  |      |
| 4  | 菊池常吉   | 明治30年（1897年）10月2日 | 明治31年（1898年）3月30日  |      |
| 5  | 吉田貞治   | 明治31年（1898年）5月18日 | 明治32年（1899年）8月29日  |      |
| 6  | 細川修三   | 明治32年（1899年）9月16日 | 明治40年（1907年）5月28日  |      |
| 7  | 本堂仁太郎 | 明治40年（1907年）6月20日 | 明治42年（1909年）4月1日   |      |
| 8  | 佐藤良邦   | 明治42年（1909年）5月13日 | 明治44年（1911年）5月23日  |      |
| 9  | 中村長五郎 | 明治44年（1911年）6月30日 | 大正11年（1922年）11月23日 |      |
| 10 | 金子長次郎 | 大正12年（1923年）2月13日 | 昭和15年（1940年）3月2日   |      |
| 11 | 宮広安     | 昭和15年（1940年）6月1日  | 昭和17年（1942年）9月3日   |      |
| 12 | 昆威夫     | 昭和17年（1942年）9月4日  | 昭和21年（1946年）1月12日  |      |
| 13 | 菊池又六   | 昭和21年（1946年）4月1日  | 昭和22年（1947年）4月4日   |      |
| 14 | 谷村長三郎 | 昭和22年（1947年）4月5日  | 昭和30年（1955年）2月28日  |      |

## 交通

### 道路
- 国道4号